# Jawahar Nagar
Jawahar Nagar (nota anche come Gujarat Refinery) è una città dell'India di 4.666 abitanti, situata nel distretto di Vadodara, nello stato federato del Gujarat. In base al numero di abitanti la città rientra nella classe VI (meno di 5.000 persone).

## Geografia fisica
La città è situata a 23° 23' 21 N e 70° 00' 12 E.

## Società

### Evoluzione demografica
Al censimento del 2001 la popolazione di Jawahar Nagar assommava a 4.666 persone, delle quali 2.401 maschi e 2.265 femmine. I bambini di età inferiore o uguale ai sei anni assommavano a 638, dei quali 340 maschi e 298 femmine. Infine, coloro che erano in grado di saper almeno leggere e scrivere erano 3.703, dei quali 1.996 maschi e 1.707 femmine.